# Странг (Небраска)
Странг (англ. Strang) — селище (англ. village) в США, в окрузі Філлмор штату Небраска. Населення — 30 осіб (2020).

## Географія
Странг розташований за координатами 40°24′53″ пн. ш. 97°35′14″ зх. д. / 40.41472° пн. ш. 97.58722° зх. д. (40.414858, -97.587094).  За даними Бюро перепису населення США в 2010 році селище мало площу 0,32 км², уся площа — суходіл.

## Демографія
Згідно з переписом 2010 року, у селищі мешкало 29 осіб у 13 домогосподарствах у складі 8 родин. Густота населення становила 90 осіб/км².  Було 19 помешкань (59/км²).
Расовий склад населення:
| - 100,0 % — білих |

До двох чи більше рас належало 0,0 %. Частка іспаномовних становила 0,0 % від усіх жителів.
За віковим діапазоном населення розподілялося таким чином: 24,1 % — особи молодші 18 років, 62,1 % — особи у віці 18—64 років, 13,8 % — особи у віці 65 років та старші. Медіана віку мешканця становила 35,3 року. На 100 осіб жіночої статі у селищі припадало 93,3 чоловіків;  на 100 жінок у віці від 18 років та старших — 120,0 чоловіків також старших 18 років.
За межею бідності перебувало 5,0 % осіб, у тому числі 0,0 % дітей у віці до 18 років та 0,0 % осіб у віці 65 років та старших.
Цивільне працевлаштоване населення становило 10 осіб. Основні галузі зайнятості: транспорт — 20,0 %, науковці, спеціалісти, менеджери — 20,0 %, фінанси, страхування та нерухомість — 20,0 %.